# Kozly (district de Louny)
Pour les articles homonymes, voir Kozly.
Kozly (en allemand : Kosel) est une commune du district de Louny, dans la région d'Ústí nad Labem, en République tchèque. Sa population s'élevait à 122 habitants en 2021.

## Géographie
Kozly se trouve à 12 km au nord de Louny, à 30 km au sud-ouest d'Ústí nad Labem et à 63 km au nord-ouest de Prague.

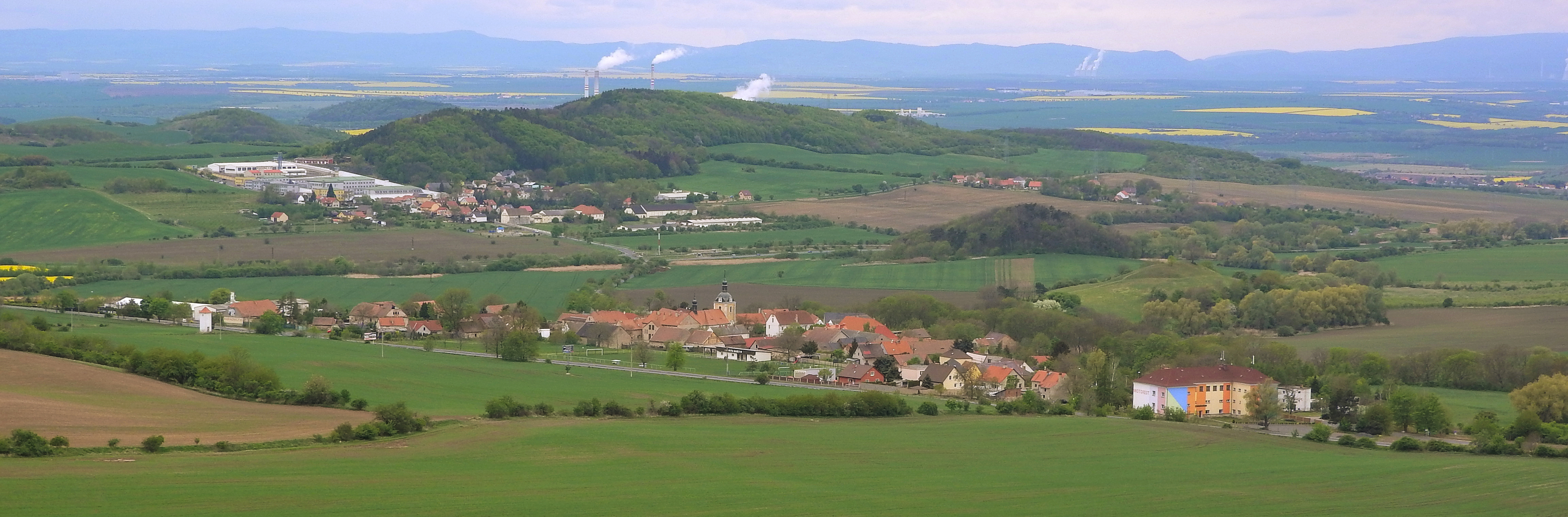
Kozly (premier plan) et Bělušice.

La commune est limitée par Skršín et Měrunice au nord, par Libčeves à l'est et au sud-est, et par Bělušice au sud-ouest et à l'ouest.

## Histoire
La première mention historique du village date de 1352.

## Transports
Par la route, Kozly se trouve à 12 km de Louny, à 43 km d'Ústí nad Labem  et à 75 km de Prague.